# 徐盐客运专线
徐盐客运专线，又称徐盐高铁，是中华人民共和国江苏省一条连接徐州市与盐城市的铁路，北起徐州东站，终到盐城站，连接江苏北部徐州、宿迁、淮安和盐城4个地级市，被称作苏北铁路的「金腰带」。
徐盐客运专线由中国铁建股份有限公司所属中铁第五勘察设计院集团有限公司（铁五院）设计，正线全长313.7公里，设13座车站，运行速度250km/h，桥梁占比79.68%。

## 历史
2015年2月12日，国家发改委正式同意徐宿淮盐铁路立项，批复中称该线技术标准为高速铁路、双线、电力牵引，其他具体技术标准在可行性研究阶段确定。宿迁市交通运输局解释称线路改造之后时速达到两百公里也是高速铁路，然而中华人民共和国《铁路安全管理条例》中的高速铁路是指列车开行时速在250公里以上（含预留）的客运专线。此前，国家发改委一直未批准工程立项，主要争论在于淮安至盐城段是否需要与徐州至淮安段同标准建设。2015年7月公示的环境影响报告书显示该铁路全线设计标准为客运专线，时速250公里。2015年8月28日，国家发改委批复了可行性研究报告。徐盐客运专线于2015年12月28日开工，工期四年，全线于2019年12月16日开通。

## 线路
当前线路由京沪高铁徐州东站引出，向东偏南方向沿淮徐高速公路分别通过睢宁、宿迁、泗阳和淮安。至淮安新建淮安东站与连镇客运专线交汇，然后继续向东偏南方向，经过建湖最终到达盐城站。

## 车站列表
| 徐盐客运专线 |          |          |                                                                       |      |        |
| 车站名称     | 所在区域 | 所在区域 | 换乘交通                                                              | 里程 | 备注   |
| 徐州东       | 徐州市   | 贾汪区   | 京沪高速铁路、 徐兰高速铁路、 徐连客运专线、徐州地铁 █ 1号线          | 0    |        |
| 後马庄       | 徐州市   | 邳州市   |                                                                       | 5    | 越行站 |
| 观音机场     | 徐州市   | 睢宁县   | 徐州观音国际机场                                                      | 36   |        |
| 睢宁         | 徐州市   | 睢宁县   |                                                                       | 73   |        |
| 宿迁         | 宿迁市   | 宿城区   |                                                                       | 107  |        |
| 洋河北       | 宿迁市   | 宿城区   |                                                                       |      | 预留站 |
| 泗阳         | 宿迁市   | 泗阳县   |                                                                       | 151  |        |
| 淮安东       | 淮安市   | 淮安区   | 连镇客运专线                                                          | 204  |        |
| 朱桥         | 淮安市   | 淮安区   |                                                                       |      |        |
| 阜宁南       | 盐城市   | 阜宁县   |                                                                       | 256  |        |
| 建湖         | 盐城市   | 建湖县   |                                                                       | 272  |        |
| 盐城         | 盐城市   | 亭湖区   | 盐通高速铁路、 徐盐客运专线、 新长铁路、 盐泰锡常宜城际铁路（规划中） | 313  |        |

## 技术标准
- 铁路等级：客运专线。
- 正线数目：双线。
- 限制坡度：20‰。
- 路段旅客列车设计行车速度：250公里/小时，局部限速。
- 最小曲线半径：一般地段3500米，困难地段3000米。
- 线间最小距离：4.6米。
- 牵引种类：电力牵引。
- 到发线有效长度：650米。
- 闭塞类型：自动闭塞。